# The Conners
The Conners è una serie televisiva statunitense, spin-off di Pappa e ciccia, trasmessa sulla ABC dal 16 ottobre 2018 al 23 aprile 2025, attualmente distribuita dalla Lionsgate.

## Trama
La serie segue i Conner, una famiglia della classe operaia che lotta per sopravvivere su un reddito familiare limitato che, dopo un improvviso cambiamento di eventi, sono costretti ad affrontare le lotte quotidiane della vita nella loro casa nella grigia e fittizia periferia di Lanford, Illinois in un modo che non hanno mai fatto prima.

## Episodi
| Stagione         | Episodi | Prima TV USA | Prima TV Italia |
| ---------------- | ------- | ------------ | --------------- |
| Prima stagione   | 11      | 2018-2019    | inedita         |
| Seconda stagione | 20      | 2019-2020    | inedita         |
| Terza stagione   | 20      | 2020-2021    | inedita         |
| Quarta stagione  | 20      | 2021–2022    | inedita         |
| Quinta stagione  | 22      | 2022–2023    | inedita         |
| Sesta stagione   | 13      | 2024         | inedita         |
| Settima stagione | 6       | 2025         | inedita         |

## Personaggi e interpreti

### Principali
- Dan Conner (stagione 1-in corso), interpretato da John Goodman[3]
- Jackie Harris (stagione 1-in corso), interpretata da Laurie Metcalf[3]
- Darlene Conner (stagione 1-in corso), interpretata da Sara Gilbert[3]
- Becky Conner (stagione 1-in corso), interpretata da Lecy Goranson[3]
- D.J. Conner (stagione 1-in corso), interpretato da Michael Fishman[3]
- Harris Conner-Healy (stagione 1-in corso), interpretata da Emma Kenney[4]
- Mark Conner (stagione 1-in corso), interpretato da Ames McNamara[4]
- Mary Conner (stagione 1-in corso), interpretata da Jayden Rey[4]
- Geena Williams-Conner (stagione 1-in corso), interpretata da Maya Lynne Robinson
- Ben (stagione 3; ricorrente stagioni 1–2), interpretato da Jay R. Ferguson

### Ricorrenti
- Beverly Harris (stagione 1-in corso), interpretata da Estelle Parsons
- Chuck Mitchell (stagione 1-in corso), interpretato da James Pickens Jr.
- David Healy (stagione 1-in corso), interpretato da Johnny Galecki
- Louise Guldofski (stagione 1-in corso), interpretata da Katey Sagal
- Emilio (stagione 1-in corso), interpretato da Rene Rosado
- Odessa (stagione 2-in corso), interpretata da Eliza Bennett
- Peter (stagione 1), interpretato da Matthew Broderick
- Ed Conner Jr. (stagione 2), interpretato da Noel Fisher
- Robin (stagione 3-in corso), interpretata da Alexandra Billings

## Produzione

### Sviluppo
Dopo la cancellazione di Pappa e ciccia, avvenuta il 29 maggio 2018, a causa di un messaggio razzista scritto da Roseanne Barr su Twitter, la ABC annunciò che voleva portare in tv, uno spin-off della serie, con tutti i protagonisti della serie originaria, tranne la Barr. Riguardo al personaggio della Barr, John Goodman ha spiegato che verrà uccisa.
La serie è stata ordinata ufficialmente il 21 giugno 2018. Il 28 agosto 2018, Emma Kenney, Ames McNamara e Jayden Rey, già apparsi nella decima stagione, sono stati confermati anche nello spin-off.

### Riprese
Le riprese della serie sono cominciate il 31 agosto 2018 nei Warner Bros. Studios a Burbank, California.

## Promozione
Il 31 agosto 2018 è stato pubblicato un piccolo teaser che annunciava la data di inizio della serie.

## Distribuzione
La serie viene trasmessa dal 16 ottobre 2018 al 23 aprile 2025 sulla ABC negli Stati Uniti e su CTV in Canada.
In Italia la serie non è ancora andata in onda.